# Ole Humlum
Ole Humlum, född 21 juli 1949, är en dansk  klimatolog. Han är sedan 2003 professor i fysisk geografi vid avdelning för geovetenskap, Oslo universitet.
Hans forskning omfattar geomorfologi med klimatets inverkan under kvartären på landsformerna, speciellt glaciärers betydelse. Ett annat av hans intresseområden är klimatets inverkan på samhället under holocen inom områdena Arktis, norra Atlanten, Grönland och Norge. 
Humlum publicerar fortlöpande en omfattande samling av statistikuppgifter om klimatet hämtat från etablerade forskningsinstitutioner.
Humlum publicerade 2013 en artikel där han beskriver en hypotes att observerad klimatuppvärmning beror på naturliga cykler drivna av solens aktivitet, och därmed inte primärt av antropogena utsläpp. Med stöd av denna modell beräknades att temperaturen på norra halvklotet skulle sjunka mellan 2009 och 2020, bland annat på Svalbard, något som motsägs av utfallet från observationer. I artikelingressen har förlaget infogat två vetenskapliga bemötanden med väsentlig kritik av artikeln.